# Mikey Mottram
Pour les articles homonymes, voir Mottram.
Michael "Mikey" Mottram, né le 8 juin 1990, à Stoke Mandeville (Angleterre), est un coureur cycliste britannique.

## Biographie
Mikey Mottram travaille dans une entreprise familiale de revêtements de sol sur le plan financier. Sa sœur Stephanie est également coureuse cycliste. 
En octobre 2022, il représente la Grande-Bretagne lors des premiers championnats du monde de gravel, dans la région de Vénétie. 

## Palmarès
- 2016
  - Archer GP
- 2018
  - Jock Wadley Memorial[5]
- 2019
  - Primavera Road Race[6]